# Magdalena Kacprzak
Magdalena Kacprzak-Wysocka (ur. 5 stycznia 1976 w Warszawie) – polska aktorka telewizyjna i filmowa.

## Życiorys
W latach 1991–1995 uczęszczała do Liceum Ogólnokształcącego im. Armii Krajowej w Białobrzegach. W latach 1995–1999 studiowała na Wydziale Aktorskim w warszawskiej Akademii Teatralnej im. Aleksandra Zelwerowicza, gdzie napisała pracę magisterską na temat „O sposobach uczenia sztuki aktorskiej dawniej a dziś”. W 1999 roku debiutowała na scenach miasta stołecznego Warszawy − Dramatycznym w przedstawieniu Antoniego Czechowa Iwanow w roli Saszy i Powszechnym im. Zygmunta Hübnera w spektaklu Żelazna konstrukcja w reżyserii Macieja Wojtyszki jako panna młoda Jadzia. Występowała potem także w teatrach: Komedia w Warszawie (2003–2005) i Prim w Szczecinie (2003–2004).

## Filmografia
- 1998–1999: Miodowe lata – przechodzień (odc. 3), fryzjerka (odc. 32)
- 1999: Jak narkotyk – studentka Agnieszka Wróbel
- 2000–2001: Miasteczko – Ela Barańska, przyjaciółka Teresy
- 2001–2007: Klan – 3 role: siostra Katarzyny Płatek, dziewczyny chorej na AIDS (sezon 2001–02); bezrobotna matka zaczepiona przez Annę Surmacz (sezon 2005–06); nauczycielka w gimnazjum (sezon 2006–07)
- 2001: Świat według Kiepskich – reporterka (odc. 93)
- 2002: Szpital na perypetiach – pacjentka (odc. 5)
- 2002–2010: Samo życie – Lidka, koleżanka Mierzejewskiego
- 2003–2011: Na Wspólnej – Ewelina Szczęsna
- 2003: Kasia i Tomek – Stefa, koleżanka Tomka z czasów licealnych (seria II, odc. 29, głos)
- 2004: Czego się boją faceci, czyli seks w mniejszym mieście (seria 2, odc. 12)
- 2004: Camera Café – Maja
- 2005: Niania – aktorka na castingu (odc. 2)
- 2006: U fryzjera – matka (odc. 12)
- 2006: Magda M. – Urszula Kęsek, pośredniczna nieruchomości (odc. 31)
- 2006: M jak miłość – Edyta, koleżanka Grażyny (odc. 427 i 430)
- 2006: Hela w opałach – Dorota (odc. 13)
- 2006: Apetyt na miłość – Matylda, dziewczyna Wojtka (odc. 4 i 9)
- 2007: Sex FM – Becia Nowicka
- 2007: I kto tu rządzi? – Ewa Marchwińska (odc. 18)
- 2008: Mała wielka miłość – pośredniczka nieruchomości
- 2008: Mała wielka miłość – pośredniczka nieruchomości (odc. 3)
- 2008: Doręczyciel – Ala Rojek
- 2009: Popiełuszko. Wolność jest w nas – malarka Dorota
- 2009: Barwy szczęścia – Lidka, uczestniczka terapii dla ofiar przemocy domowej (odc. 324 i 325)
- 2010: Święty interes – urzędniczka Basia Jerzyk
- 2010: Daleko od noszy – pacjentka (odc. 185)
- 2011: Na dobre i na złe – Julia Iwańska (odc. 448)
- 2011: Ki – Basia, pracownica ośrodka pomocy społecznej
- 2011: Aida – Bożenka, koleżanka Aidy (odc. 8)
- 2012: Ranczo – charakteryzatorka (odc. 75)
- 2012: Jesteś Bogiem – Magda, żona Gustawa
- 2013, 2015: Barwy szczęścia – Izolda, pracownica agencji castingowej (odc. 945, 947, 970, 991, 993, 1284)
- 2013: Przyjaciółki – kobieta w klinice (odc. 14)
- 2013: Prawo Agaty – dziennikarka (odc. 40)
- 2015: Przypadki Cezarego P. – scenarzystka Hanka, córka Ireny (odc. 8)
- 2015: Ojciec − kupująca kobieta
- 2015: Król życia − kobieta na przystanku
- 2015: Dziewczyny ze Lwowa – charakteryzatorka (odc. 5)
- 2015: Nie rób scen – organizatorka ślubów (odc. 11)
- 2016: Powiedz TAK! − kobieta, która chciała, aby Basia Adamczyk zorganizowała przyjęcie z okazji I Komunii Świętej jej córki (odc. 11)
- 2017: Ucho Prezesa – Krystyna Pawłowicz (odc. 8)
- 2017: Druga szansa − sprzedawczyni zabawek (odc. 28)
- 2017: Diagnoza − Danuta Piekarska (odc. 5)
- 2018: O mnie się nie martw − kobieta na wózku (odc. 104)
- 2019: Żmijowisko − Żulieta, córka "Szuwara" (odc. 3, 4, 5)
- 2019: Za marzenia – Mirka (odc. 15)
- 2019: Sługi wojny – sekretarka w ministerstwie
- 2019: Na dobre i na złe – Franka (odc. 749)
- 2019: Motyw − konkubina Damiana (odc. 8)